# DNSAP Propagandafilm
|  | Denne artikel er oprettet af botten Steenthbot ud fra en ekstern database. Den kan derfor have sproglige fejl eller mangler. Denne skabelon kan fjernes efter kontrol af indholdet. |

DNSAP Propagandafilm er en dansk dokumentarisk optagelse.

## Handling
Partipolitisk propagandafilm, hvor arbejderklassens bolig- og arbejdsforhold samt 'fæstebondens status som træl for herremanden' skal illustrere den sociale ulighed. Kapitalen og et udueligt statsstyre har skylden. Billeder af 'fjenden': Handelsbanken, Sparrekassen for København og Omegn, Randers Diskonto- og Laanebank og Codan. Mellemtekster med hagekors som baggrund propaganderer budskabet: "Kapital-Demokratiet har berøvet folket arbejdsglæden, arbejdsmodet og troen på livet og fremtiden".
Der er tale om fragmenter, og adskillige af optagelserne indgår både i Der er et yndigt land (1938) og delvist også i Vi vinder folket (1940).